# D915 (Yvelines)
De D915 is een departementale weg in het Franse departement Yvelines, ten westen van Parijs. De weg loopt van Bonnières-sur-Seine via Jeufosse naar de grens met Eure. In Eure loopt de weg als D6015 verder naar Vernon en Rouen.

## Geschiedenis
Oorspronkelijk was de D915 onderdeel van de N182. In 1949 werd de weg omgenummerd tot N13BIS en in 1978 tot N15. In 2006 werd de weg overgedragen aan het departement Yvelines, omdat de weg geen belang meer had voor het doorgaande verkeer vanwege de parallelle autosnelweg A13. De weg is toen omgenummerd tot D915.